# Ofício mecânico
Ofício mecânico era um dos impedimentos para receber títulos nobiliárquicos no Brasil e em Portugal. Discriminava pessoas que trabalhavam (ou haviam trabalhado) com as mãos ou exerciam ofícios mecânicos (sapateiro, ferreiro, latoeiro, marceneiro, etc), que eram atividades consideradas inferiores.